# 大连县
大连县，中国旧县名。在今辽宁省大连市境内，辖区大抵与今甘井子区相近。是中国共产党为阻止国民政府收回苏军控制下的大连市，而在1945年12月划分出的县。1950年4月，并入大连市。
中共中央东北局领导的中共大连市委取得苏军支持，决定以大连市的市郊新建大连县。此举将大连市区缩小到只含港湾桥、中山广场、南山、劳动公园、西岗及马栏河以东的小部分地区。市区除海滨外，四周均划入大连县。形成农村包围城市。中国共产党方面认为，若国民政府接收大连市，不撤销大连县。其市内交通运输、副食品供应等方面都将受制于大连县。中国共产党可以大连县为根据地进行斗争或取而代之。初建时，大连县下辖甘井子、南关岭、革镇堡、西山屯（后改为西山）、营城子、岔沟、小平岛、栾家屯（后改为大山区）8个县辖区。县境北与金县、南与沙河口、西与旅顺接壤。总面积428平方公里，总人口22万。
1945年12月25日，大连县筹建委员会召开各界人民代表会议，选举王西萍为县长，李成德为副县长。大连县政府成立，并隶属于旅大行政联合办事处(后改为关东公署、旅大行政公署)，与大连市政府同级。办公地址在今甘井子区文体街34号。1946年1月30日，在甘井子小学操场召开大连县政府成立大会。2月，中共大连县委成立。王西萍兼任书记，李衡生为副书记兼任宣传部长，委员王梦贤、张寿山等。当时，全县党员不到60人。到1948年时，全县各村普遍建立党支部。
1946年5月，大山区并入小平岛区。当时，甘井子区辖15个坊1个村、营城子区辖1镇12村、南关岭区辖1镇5村、革镇堡区辖1镇7村、西山辖区13坊2村、岔沟区辖7村、小平岛区辖1镇3坊8村。1948年，扩为79个行政村。1949年3月，靠近城区的31个村改为“坊”，南关岭区的上、中、下三道沟和大盐坊划入甘井子区。大连县共辖7区、4镇、31坊、42行政村、249个自然屯。
1949年12月，大连县政府改称大连县人民政府。1950年时，大连县二分之一辖区为城市区，三分之二人口为城市人口。1950年4月1日，中共大连县委合并入大连市委；4月8日，大连县政府与大连市政府合署办公。同年12月1日，大连市人民政府与旅大行政公署合并，称旅大市人民政府。原大连县辖区分设三个市辖区：甘井子区、营城子区、小平岛区。其中的区划调整：西山区并入沙河口区，南关岭区并入甘井子区，革镇堡区并入营城子区，岔沟区并入小平岛区。